# And I Love You So
Albums de Shirley Bassey
I Capricorn
(1972) Never Never Never
(1973)
Singles
And I Love You So est le dix-septième album studio de Shirley Bassey, sorti en 1972. Suivant de seulement six mois le précédent I Capricorn, il est moins bien classé, culminant au no 24 au UK Albums Chart.
L'album contient la chanson-titre And I Love You So de Don McLean, un succès de Perry Como en 1970 et deux reprises des Carpenters (Someday et Bless the Beasts and Children).
Les autres reprises sont toutes des chansons de l'année 1972 : Jezahel, une reprise du groupe de rock progressif italien I Delirium, qui avait atteint avec cette chanson la sixième place lors du Festival de Sanremo ; The Way of Love, une chanson française devenue un hit américain classé no 2, au Hot Adult Contemporary Tracks pour Cher quelques mois plus tôt ; The First Time Ever I Saw Your Face pour laquelle Roberta Flack avait remporté un Grammy Award de la chanson de l'année ; trois extraits de comédie musicale (Day by Day de Godspell, I Don't Know How to Love Him de Jesus Christ Superstar et If We Only Have Love de Jacques Brel Is Alive and Well and Living in Paris) et Without You du groupe de power pop gallois Badfinger, qui avait été classée no 1 aux Billboard Hot 100, Hot Adult Contemporary Tracks, Canadian Singles Chart et UK Singles Chart par Harry Nilsson.
Ni les singles And I Love You So (UAK-4930, avec I Don't Know How To Love Him en face B) et The Ballad Of the Sad Young Men (UAK-4828, avec If I Should Find Love Again en face B) n'entrent au hit-parade.
And I Love You So sort en 33 tours, cassette audio et cartouche stéréo, puis est réédité par EMI en 2000 avec deux titres supplémentaires enregistrés durant la même session : If I Should Find Love Again et Let Me Be The One, une reprise des Carpenters.

## Liste des chansons

### Face A
1. Someday (John Bettis, Richard Carpenter)
2. Bless the Beasts and Children (Perry Botkin Jr., Barry De Vorzon)
3. Jezahel (Ivano Fossati, Oscar Prudente, Brian Keith)
4. And I Love You So (Don McLean)
5. The Way of Love (Jacques Diéval, Al Stillman)
6. The First Time Ever I Saw Your Face (Ewan MacColl)

### Face B
1. Day by Day (Stephen Schwartz, John-Michael Tebelack)
2. Without You (Pete Ham, Tom Evans)
3. The Ballad of the Sad Young Men (Tommy Wolf, Fran Landesman)
4. I Don't Know How To Love Him (Andrew Lloyd Webber, Tim Rice)
5. I'd Do It All Again (Leon Carr, Richard Ahlert)
6. If We Only Have Love (Jacques Brel, Mort Shuman, Eric Blau)

### Titres supplémentaires sur CD
1. If I Should Love Again (Adriano Della Guistina, Norman Newell)
2. Let Me Be The One (Paul Williams, Roger Nichols)

## Personnel
- Shirley Bassey – chant
- Noel Rogers - producteur, producteur exécutif
- Johnny Harris – producteur, arrangements, orchestration
- Arthur Greenslade - arrangements, orchestration